# Fernando González Vélez
Fernando González-Vélez (1900-1948) fue un político español de ideología falangista.

## Biografía
Nació en León en 1900. Médico de profesión, fue uno de los fundadores de Falange en León. Tras el estallido de la Guerra civil, en agosto de 1936 se convirtió en jefe provincial de la Falange leonesa, sustituyendo a Pedro García de Hoyos. Durante este periodo se fundó el diario falangista Proa, del que llegó a ser director. Inicialmente partidario de Manuel Hedilla, sin embargo, con posterioridad se unió al grupo de los «legitimistas» —junto a figuras como Agustín Aznar o Pilar Primo de Rivera—.
En mayo de 1937 fue nombrado miembro del secretariado político de FET y de las JONS, en sustitución de Hedilla —que se había negado a aceptar el cargo—. Fue, así mismo, miembro del Consejo Nacional de FET y de las JONS y de la Junta Política de Falange. Pronto se convirtió en una persona importante en el organigrama falangista. No obstante, conforme el régimen franquista comenzó a estructurarse, González Vélez se mostró muy crítico ante la falta de desarrollo de un «nacionalsindicalismo de masas».
Tras aumentar la desconfianza de Franco hacia los «camisas viejas», en junio de 1938 fue detenido junto a Agustín Aznar bajo la acusación de conspirar contra Franco. Ello le supuso perder todos sus cargos políticos y su expulsión de FET y de las JONS. Juzgado por un tribunal militar, fue sentenciado a una dura condena de cárcel. Un año después la pena de prisión sería conmutada para Aznar, debido a las gestiones de Ramón Serrano Suñer; no fue este el caso de Vélez, que todavía permaneció varios años más en la prisión. Posteriormente rehabilitado, sería nombrado delegado provincial de la «Vieja Guardia». Falleció poco después de su puesta en libertad, en 1948.
Fue padre del intelectual Carlos Vélez y abuelo de la escritora Lea Vélez.